# Прогресс (Горбацевичский сельсовет)
Прогресс (бел. Прагрэс) — деревня в Бобруйском районе Могилёвской области Беларуси. Входит в состав Горбацевичского сельсовета.

## География
Деревня находится в юго-западной части Могилёвской области, к северу от реки Волчанки, при автодороге Н-10084, на расстоянии приблизительно 11 километров (по прямой) к западо-северо-западу от города Бобруйска, административного центра района. Абсолютная высота — 148 метров над уровнем моря. Площадь населённого пункта — 0,171 км².

## История
Основана в 1924 году переселенцами из соседних деревень на бывших помещичьих землях. В 1931 году был организован колхоз «Прогресс» и торфяной кооператив.
До 20 ноября 2013 года входила в состав Осовского сельсовета.

## Население
По данным переписи 2019 года, в деревне проживало 8 человек.
| Год  | Население, человек |
| ---- | ------------------ |
| 1926 | 126                |
| 1959 | ↗ 183              |
| 1970 | ↘ 158              |
| 1986 | ↘ 95               |
| 2007 | ↘ 41               |
| 2009 | ↘ 16               |
| 2019 | ↘ 8                |